# ابي لكل ام
ابي لكل ام (بالإسبانية: Papá a toda madre)‏ هو مسلسل تلفزيوني مكسيكي تم بثه على قناة قناة النجوم منذ عام 2017.

## روابط خارجية
- ابي لكل ام على موقع IMDb (الإنجليزية)
- ابي لكل ام على موقع كينوبويسك (الروسية)
- ابي لكل ام على موقع قاعدة بيانات الفيلم (الإنجليزية)